# Никола Аврамов
Никола Васиљев Аврамов (Јамбол, 21. маја 1897 — Софија, 15. јуна 1945) бугарски је сликар мртве природе.
Рођен је од оца Васила Н. Аврамова и мајке Цветане Василове (Цвета Кънчева). Био је ожењен са Маријом Милановом Штаркеловом (Мария Миланова Щъркелова) и имао троје деце.